# De l'en-dessous
De l'en-dessous est une sculpture contemporaine réalisée en 1986 par Michel Gérard (né le 29 juin 1938 à Paris) et installée à l'extérieur du monastère royal de Brou, dans le parc de Brou, à Bourg-en-Bresse dans l'Ain en France. Son numéro d'inventaire FRAC est le 10 475.

## Commande publique
La réalisation fait suite à une commande publique. Préalablement une étude composée d'une maquette de 20 x 37 x 74 cm et d'un dessin avait été réalisée également en 1986 (son numéro d'inventaire FRAC est 3 209).

## Description
L'œuvre de dimension de 2 m sur 5 m inclut une forme arrondie de diamètre 2,40 m. L'ensemble évoque le lancer du javelot antique et notamment le propulseur qui consistait en une lanière de cuir enroulée autour du manche du javelot. Le nom de l'œuvre « rappelle que le fer vient de la terre ».